# Споразум Венизелос-Титони
Споразум Венизелос–Титони био је тајни необавезујући споразум између премијера Грчке Елефтериоса Венизелоса и талијанског министра спољних послова Томаза Титонија склопљен јула 1919. године, током Париске мировне конференције.

## Позадина
Лондонским споразумом из 1915. године, Италији су за улазак у рат обећани, уз остало, Сазан, Валона и околна територија, као и дио Анадолије око Анталијског залива. То је потврђено Уговором у Сен Жану де Моријена из 1917. године, којим је Италији обећан цијели југозапад Анадолије, од Смирне до Мерсина. Међутим, на Париској мировној конференцији, која је почела 18. јануара 1919. године, савезници су став промијенили; амерички предсједник Вудро Вилсон, који се залагао за самоопредјељење, противио се свакој претензији коју није подржавало домицилно становништво, док Французи и поготово Енглези (правдајући се изостанком Русије у Сен Жану де Моријена, због револуције) нису хтјели новог ривала на Средоземљу. Талијански министар спољних послова Сидни Сонино одлучио је стога на своју руку послати талијанску војску у Анадолију.
Дана 28. марта, Талијани су заузели Анталију, а потом наставили у свим правцима. Како је 24. априла Италија конференцију напустила због Вилсоновог противљења талијанској окупацији Далмације и Ријеке, британски премијер Дејвид Лојд Џорџ, под изговором тобоже угрожености хришћана, испословао је сагласност Француза и Американаца и 6. маја Грчка је добила зелено свјетло за окупацију егејске обале Анадолије. Дана 15. маја, Грци су заузели Смирну, а потом и околну територију: градове Урлу, Сеферихисар, Манису, Тургутлу, Ајвалук, Назили, све до Ајдуна на југу. С друге стране, након што су Талијани сазнали за зелено свјетло Грчкој, заузели су још приобалних градова: 11. маја Бодрум и Мармарис, 14. маја Кушадаси, 18. маја Секе (тур. Söke).

## Споразум
Након што је талијански премијер Виторио Емануеле Орландо, због неуспјеха на Париској конференцији, 23. јуна поднио оставку, наслиједио га је Франческо Саверио Нити, који је за министра спољних послова и представника Италије на конференцији изабрао Томаза Титонија. Дана 29. јула, Титони је са грчким премијером Венизелосом склопио тајни споразум о подели територије у Албанији и Анадолији.
Сажетак споразума:
- Италија се обавезала у потпуности подржати грчке претензије у источној и западној Трачкој представљене у грчком меморандуму од 30. децембра 1918, као и грчку претензију на сјеверни Епир унутар назначене линије. Такође, Италија се одрекла у корист Грчке суверенитета над острвима које је претходно заузела у Егејском мору осим Родоса (који је требао остати под талијанском влашћу све док Грчкој Британија не уступи Кипар, када би био одржан референдум о уједињењу с Грчком).[3]
- Грчка се обавезала подржати талијански захтјев за протекторат над Албанијом и суверенитет над Валоном с неопходним залеђем. Крфски мореуз је требао бити проглашен неутралном зоном. У случају да се грчке претензије у Трачкој и Сјеверном Епиру признају, Грчка се обавезала одрећи се у корист Италије области у Малој Азији јужно од назначене линије, чак и ако се, због америчког противљења, Корча не додијели Грчкој. Грчка се обавезала и дати Италији у закуп на 50 година слободну зону у луци Смирна.[3]

## Епилог
Дана 14. јануара 1920. године, на Париској мировној конференцији, Нити, Дејвид Лојд Џорџ и француски премијер Жорж Клемансо, током изостанка Американаца, склопили су споразум о дјелимичној подјели Албаније између Црне Горе, Србије и Грчке. Крајем јануара 1920. године, на конгресу у Лушњи Албанци су про-италијанску владу замијенили новом. У наредном периоду, талијански војници у Албанији повукли су се у неколико већих градова и њихову околину. Дана 4. јуна, у Валони је избио албански устанак против талијанске окупације, након што су Талијани одбили албански захтјев да напусте тај дио земље. Талијани су се забарикадирали у граду и почели умирати од маларије, а у Трсту и Анкони су се војници који су требали доћи као појачање побунили.
Дана 15. јуна 1920. године, Нитија је наслиједио Ђовани Ђолити, који је за министра спољних послова именовао Карла Сфорцу. Имајући у виду ситуацију у Албанији и Италији, као и Вилсоново противљење окупацији територија на којима живи други народ, Сфорца је 22. јула обавијестио Венизелоса да се споразум раскида. Потом је с Албанцима 2. августа потписао Споразум у Тирани, којим Италија признаје независност Албаније и повлачи се из Валоне и других албанских градова, осим острва Сазан ради контроле Отрантских врата. Дана 10. августа, Споразумом у Севру, цијели југозапад Анадолије постао је тек талијанска интересна сфера, да би Лозанским миром 1923. године Италија остала и без тога.